# 興亜奉公日
興亜奉公日（こうあほうこうび）とは、国民精神総動員運動の一環として1939年9月から1942年1月まで実施された生活運動で、毎月1日に設定された。
1939年8月8日に閣議決定され、同年9月1日より実施。「全國民ハ擧ツテ戰場ノ勞苦ヲ偲ビ自肅自省之ヲ實際生活ノ上ニ具現スルト共ニ興亞ノ大業ヲ翼贊シテ一億一心奉公ノ誠ヲ効シ強力日本建設ニ向ツテ邁進シ以テ恆久實踐ノ源泉タラシムル日トナスモノトス」という趣旨の下、国旗掲揚・宮城遥拝・神社参拝・勤労奉仕などが行われた。また、食事は一汁一菜とし、児童生徒の弁当は日の丸弁当とすることが求められた。これに伴い、飲食・接客業は休業することとなった。
設定の閣議決定では、事変中はこれを継続すると定められていたが、1942年1月2日の閣議で大詔奉戴日（毎月8日）が設定されると、興亜奉公日はそれに発展的に統一され、廃止となった。